# 王運啓
王運啓（1620年—？），字升獻，山東萊州府濰縣人。清朝政治人物，同進士出身。
順治六年（1649年）己丑科三甲第103名进士，授浙江蕭山縣知縣。